# BTR-60
El BTR-60 es el primer vehículo 8x8 soviético producido en serie. Se comenzó a diseñar a finales de la década de 1950 para reemplazar al BTR-152 y fue presentado en público en 1961.
Las siglas BTR significan Bronetransporter (del ruso: БТР Бронетранспортер), literalmente transporte blindado de personal (TBP).
El vehículo es propulsado por 2 motores a gasolina y tiene capacidad anfibia, en el agua siendo impulsado mediante una hélice.

## Historia
El BTR-152, fue desarrollado después de la Segunda Guerra Mundial como vehículo básico para el transporte de tropas. Entre 1956 y 1957 se convierten todas las divisiones de fusiles y mecanizadas en una nueva compañía de fusiles motorizada. Se toma la decisión de diseñar un vehículo especial para este propósito.

## Variantes
- BTR-60P - Versión inicial
  - BTR-60Pu Véanse las imágenes- Vehículo de mando, sin torreta ni armas.
    - BTR-60PuM, BTR-60PuM1
    - BTR-60Pu-12 (1972), BTR-60Pu-12M - Vehículo de defensa aérea, operaba con ZSU-23-4, SA-9 o SA-13.
- BTR-60PA (1963) - Versión armda con una ametralladora pesada KPV de 14,5 mm
  - BTR-60 1V18, BTR-60 1V19 - Vehículo de reconocimiento
- BTR-60PAI (1965) - Vehículo con torreta cónica
  - BTR-60PB (1966) - Mejoras en la ametralladora pesada de 14,5 mm
    - BTR-60PBK - Versión de mando equipada con radio
    - BTR-60PZ (1972) - Versión con la torreta del BTR-70, se fabricaron pocas unidades
    - BTR-60 R-156, BTR-60 R-975M1 - Vehículo de control aéreo.
- BTR-60 R-145 "Chayka", BTR-60 R-145BM - Vehículos de mando.
- MTP-2 (1975) - Vehículos de reconocimiento
- MTR-2
- BTR-60 AA - Versión antiaérea, armada con un cañón automático de 30 mm vendidos a Cuba

## Historia en combate
El BTR-60 participó en la guerra del Yom Kippur, en la invasión soviética a Afganistán, durante la invasión estadounidense a la isla de Granada en 1983, en donde 3 fueron destruidos por ataque de un AC-130H; fue ampliamente usado en la guerra civil de Nicaragua en la década de 1980 por el Ejército Popular Sandinista (EPS). También participó en las guerras de Chechenia y en los conflictos de Yugoslavia.

### Guerra Ruso-ucraniana
- Invasión rusa de Ucrania de 2022[1]